# 高屋未央
高屋 未央（たかや みおう）は、日本のイラストレーター・漫画家。主に小説の挿絵を担当している。
緻密な描き込みと耽美的・退廃的・倒錯的な世界観を特徴とする。

## 作品リスト

### 漫画
- 機械仕掛けの王様（全2巻）

### 画集
- 天国狂-高屋未央画集的作品集
- 聖慯図-高屋未央画集的作品集 (2)

## 小説イラスト
- 篠田真由美 著
  - 夢魔の旅人
  - 天使の血脈シリーズ
- 藤水名子 著
  - 中国演舞シリーズ
- 前田珠子 著
  - 万象の杖シリーズ
- ゆうきりん 著
  - シャリアンの魔炎シリーズ
- 六道慧 著
  - くの一元禄帖
  - 大江戸撩乱
  - はごろも天女
  - 妃女曼陀羅